# Lyngsted
Lyngsted, Lyngsæd, Løvensted (dansk) eller Löwenstedt (tysk) er en landsby og kommune beliggende cirka 20 km nordøst for Husum på midtsletten i Sydslesvig. Administrativt hører kommunen under Nordfrislands kreds i den nordtyske delstat Slesvig-Holsten. Kommunen samarbejder på administrativt plan med andre kommuner i omegnen i Fjolde kommunefællesskab (Amt Viol). I kirkelig henseende ligger byen i Fjolde Sogn. Sognet lå i Nørre Gøs Herred (Slesvig), da området tilhørte Danmark.
På dansk forekommer med Lyngsted, Lyngsæd og Løvested i alt tre forskellige navne om stedet . På sønderjysk skrives stednavnet Lyngstej eller Løvnstej. Det ældst dokumenterede stednavn er Lyungseth.

## Geografi
Lyngsted er beliggende på den højtliggende sandede gest. Med under kommunen hører landsbyen Østenå (Ostenau) og gården Almo (Allmoor)..
Kommunen er landbrugspræget. I nord er der et større skovplantage. Ved grænsen til Hjoldelund Kommune i øst ligger med Lyngsted Sandbjerge et større klit- og hedelandskab. Grænsen mod Nordsted i syd dannes delvis gennem Østeråen.

## Historie
Lyngsted er første gang nævnt 1295 (Dipl. dan. 2,4192). Forleddet henføres til lyng, men blev senere delvis forvansket til løve. Efterleddet er afledt af sæd (glda. sætæ) i betydning opholdssted, men blev senere til -sted. Den oprindelige navn er endnu bevaret i den jyske udtaleform Lyngste (sml. nordfrisisk Jöömst). Østenå er første gang nævnt 1354. Navnet henviser til beliggenheden øst for en å (her: Østenåen).
Almo (Allmoor) er første gang nævnt 1804. Stednavnet forekommer flere gange (dels i sammensætninger) i Midtslesvig. Navnet beskriver uopdyrket hede, mose eller eng som fællesjord.

## Lyngsted Sandbjerge
Sandbjerge (eller bare Sand) er et større klit- og hede-område ved grænsen til Hjoldelund. 